# Homaliodendron piniforme
Homaliodendron piniforme är en bladmossart som beskrevs av Johannes Enroth 1990. Homaliodendron piniforme ingår i släktet Homaliodendron och familjen Neckeraceae. Inga underarter finns listade i Catalogue of Life.